# Christie's

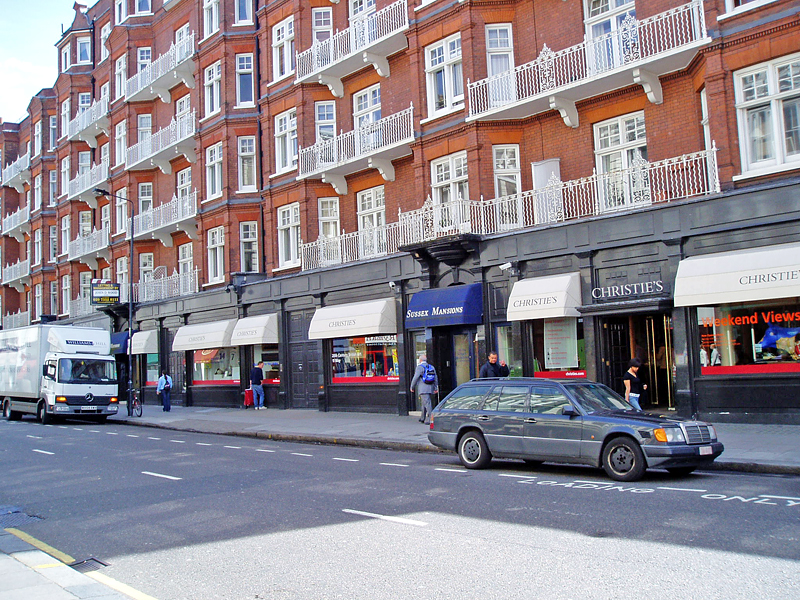
Christie's, 85 Old Brompton Road, South Kensington, Londen.

Christie's is een internationaal veilinghuis, dat in 1766 in Londen werd opgericht door James Christie. Wat betreft marktaandeel en winst, is Christie's na Sotheby's het grootste veilinghuis ter wereld.

## Geschiedenis
Al snel na haar oprichting genoot Christie's als veilinghuis een grote reputatie en kon profiteren van de verschuiving van de internationale kunsthandel naar Londen na de Franse Revolutie. Sinds 1823 is de hoofdlocatie van Christie's in King Street. Christie's was in Londen op de beurs genoteerd van 1973 tot 1999 toen de Fransman François Pinault de onderneming verwierf. Op 1 januari 2017 werd Guillaume Cerutti Chief Executive Officer van Christie's, op voordracht van Patricia Barbizet en de familie Pinault. De heer Pinault nam de rol van voorzitter van de Raad van Bestuur en Mme. Barbizet werd benoemd tot vicevoorzitter. De française Madame Patricia Barbizet werd in 2014 benoemd tot Chief Executive Officer van Christie’s, de eerste vrouwelijke CEO van het bedrijf.
Christies heeft sinds 1973 een vestiging in Amsterdam, voorheen op de hoek van de Cornelis Schuytstraat en de De Lairessestraat in Amsterdam Oud-Zuid in het voormalige pand van Het Scheepvaartmuseum. Sinds 2018 zit Christie's in de Vondelstraat 73, in het voormalige woonhuis van de bekende architect Cuypers, direct aan het Vondelpark.
In 2000 kwamen de twee leidende veilinghuizen, Christie's en Sotheby's, in opspraak door een schandaal van verboden prijsafspraken inzake de commissietarieven. Een oudgediende werknemer van Christie's genaamd Christopher Davidge bekende schuld aan de Amerikaanse FBI in ruil voor immuniteit voor zijn werkgever tegenover de Amerikaanse autoriteiten. De leiding van Sotheby's was minder fortuinlijk (zie aldaar).
Op 11 mei 2015 bracht Pablo Picasso's Les femmes d'Alger (Version O) 179,3 miljoen dollar op, Het werd daarmee het duurst verkochte werk ooit geveild op veiling bij Christie’s New York. In november 2015 bracht Amedeo Modigliani's “Nu Couché” (1917-18) bij Christie's New York 170,4 miljoen op, het op een na duurste werk ooit verkocht op veiling.
Op 14 en 15 april 2015 gingen bij Christie’s Amsterdam ruim 300 Hollandse, Duitse, Deense, Belgische, Franse, Italiaanse en Amerikaanse schilderijen, tekeningen en sculpturen onder de hamer in de veiling Post-War & Contemporary Art. De veiling bracht met een verkooppercentage van 98% €6.238.500 op. Toplot was Nagelrelief van Günther Uecker uit 1986 en daarnaast was er een sterke sectie Zero kunst met een wereldrecord opbrengst voor Otto Piene’s Untitled (Rasterbild) van €553.500, ver boven de schatting van 120.000-180.000. Ook op CoBrA werken werd fel geboden en Karel Appels Deux Personnages behaalde een opbrengst van €385.500, te midden van het internationale aanbod van werken van kunstenaars als Joseph Beuys, Gerhard Richter, Marcel Broodthaers en Wim Delvoye.
Christie’s houdt jaarlijks circa 350 veilingen in ruim 80 categorieën, op het gebied van schilderkunst en decoratieve kunsten, juwelen, fotografie, verzamelobjecten, wijn en meer. Christie’s kan ook buigen op een lange en succesvolle historie van privé-verkopen in alle categorieën en in het bijzonder in naoorlogse en hedendaagse kunst, impressionistische en moderne kunst, oude meester schilderijen en juwelen.

## Locaties
De hoofdvestiging van Christie's is van oudsher die aan King Street in Londen. Sinds 1975 heeft Christie's een tweede veilingzaal in Londen (South Kensington), welke sindsdien een van de drukste veilingzalen ter wereld is. Hier worden hoofdzakelijk verzamelobjecten geveild, zoals camera's, wetenschappelijke instrumenten, teddy-beren, poppen en speelgoed alsmede kunst en antiek in het middensegment.
Christie’s heeft wereldwijd 54 kantoren in 32 landen en veilt op 12 locaties in steden als Londen, New York, Parijs, Géneve, Milaan, Amsterdam, Dubai, Zürich, Hong Kong, Shanghai en Mumbai. Meer recent nam Christie’s het voortouw door initiatieven te ontwikkelen in groeimarkten als Rusland, China, India en de Verenigde Arabische Emiraten, met succesvolle veilingen en tentoonstellingen in Beijing, Mumbai en Dubai.

## Bekende veilingsobjecten
- Van Gogh's Vaas met Vijftien Zonnebloemen werd in 1987 voor bijna 40 miljoen dollar verkocht. Dat maakte het werk op dat moment het duurst verkochte schilderij ooit.[5]
- De Codex Leicester van Leonardo da Vinci werd in 1994 door Bill Gates gekocht voor ruim 30 miljoen. Ook dit voorwerp werd daardoor het duurste voorwerp ooit in zijn categorie.[6]
- De zwarte jurk die Audrey Hepburn droeg in Breakfast at Tiffany's (film) werd in in 2007 voor 920.000 dollar verkocht.[7]

### Beroemde juwelen
- De Alrosa Spectacle-diamant werd verkocht voor ruim 12 miljoen CHF. Het was een uitzonderlijk zuivere en kleurloze diamant.[8]
- De Agra-diamant een roze diamant die tweemaal door Christie's werd verkocht, één keer in 1905 en één keer in 1990.[9]
- De Ashberg-diamant een amberkleurige diamant van meer dan 100 karaat haalde in 1981 het minimum bod niet en is waarschijnlijk nog in bezit van Christie's.[10]
- De Briolette van India, een loepzuivere diamanten hanger uit de collectie van Heidi Horten werd in 2023 verkocht. De hanger haalde niet het beoogde bedrag van 9 miljoen CHF.[11]

## Nevenactiviteiten

### Opleidingen
Christie's Education, opgericht in 1978 en gevestigd in Londen, New York en Parijs, verzorgt cursussen en opleidingen "fine arts and decorative arts" op verschillende niveaus, inclusief academisch niveau (Master). Christie's onderscheidt zich van andere opleidingen door de nadruk op het omgaan met kunstobjecten in de praktijk.

### Foto-archief
Christie's Images (kantoren in Londen en New York) beheert een omvangrijk foto-archief van geveilde objecten, hetgeen beschikbaar is voor reproductie.

### Onroerend goed
Christie's International Real Estate is een netwerk van makelaars in onroerend goed welke zijn gespecialiseerd in exclusieve woningen vanaf 1 miljoen. In Nederland heeft Christie's International Real Estate kantoren in Rotterdam, Amsterdam, Aerdenhout en Gorssel.